# Alte Donau mit Brenne
Das Naturschutzgebiet Alte Donau mit Brenne liegt auf dem Gebiet der Gemeinde Großmehring im Landkreis Eichstätt in Oberbayern südlich des Kernortes Großmehring.
Am östlichen und südöstlichen Rand des Gebietes fließt die Paar und nördlich die Alte Donau und die Donau. Nördlich verläuft auch die B 16a. Östlich erstreckt sich das 29,6 ha große Naturschutzgebiet Königsau bei Großmehring und nordwestlich das rund 116 ha große Naturschutzgebiet Donauauen an der Kälberschütt.

## Bedeutung
Das rund 225 ha große Gebiet mit der Nr. NSG-00322.01 wurde im Jahr 1987 unter Naturschutz gestellt. Es handelt sich um typische Lebensgemeinschaften der Donauauen.